# Гришинский, Алексей Самойлович
Алексей Самойлович Гришинский (1872 — ?) — русский военный деятель, генерал-майор, участник Первой мировой войны.

## Биография
Православный. Образование получил в Полоцком кадетском корпусе.

### Военная служба
В службу вступил 1 сентября 1890 года. В 1892 окончил 1-е военное Павловское училище в Санкт-Петербурге по первому разряду с присвоением чина гвардии подпоручика от 4 августа 1892 года. Как один из лучших выпускников, был направлен в Гренадерский лейб-гвардии полк, расквартированный на Петроградской стороне Санкт-Петербурга. Очередной чин поручика был присвоен 4 августа 1896 года.
В 1898 году окончил Николаевскую академию Генштаба по первому разряду с присвоением чина гвардии штабс-капитана с переименованием в капитаны Генштаба (17 мая 1898), направлен в Московский военный округ. С мая 1899 по май 1900 года — старший адъютант штаба 1-й гренадерской дивизии. Цензовое командование ротой отбывал в «родном» лейб-гвардии Гренадерском полку (с 19 октября 1899 по 15 ноября 1900). Далее обер-офицером занимал должности для особых поручений при штабе Гренадерского корпуса (6 мая 1900 — 24 февраля 1903), штаб-офицера для поручений при штабе Московского военного округа (до 7 июля 1907), старшего адъютанта штаба Московского военного округа (до 2 ноября 1911).
В тот период, 6 апреля 1903 года произведён в штаб-офицерский чин подполковника (цензовое командование батальоном отбывал в 6-м гренадерском Таврическом полку с 14 мая по 21 октября 1905), чин полковника — 6 декабря 1907 года. С 2 ноября 1911 по 31 марта 1913 — начальник штаба 2-й гренадерской дивизии.
В 1911—1913 годах был редактором 15-томного сборника «История русской армии и флота».
31 марта 1913 года был назначен командиром 9-го пехотного Ингерманландского Императора Петра I полка. С 26 апреля 1913 года — командир 11-го гренадерского Фанагорийского полка.

### Первая мировая война
Под командованием полковника Гришинского Фанагорийский 11-й гренадерский полк выступил на войну 27 августа 1914 года.
23 апреля 1915 года Гришинский был награждён Георгиевским оружием. 2 июня того же года ему присвоен чин генерал-майора. За отличия в командовании полком он был награждён орденом Святого Георгия 4-й степени (18 июля 1915).
С июля 1915 состоял генералом для поручений при командующем 4-й армией. С 28 января 1916 года принял командование Гренадерским лейб-гвардии полком.
6 июля 1916 года был назначен начальником штаба 2-го гвардейского корпуса, входившего в состав Особой армии.
С 25 апреля 1917 года — командир 7-й пехотной дивизии, с 29 апреля по 29 августа 1917 — командующий Гвардейской стрелковой дивизии.
С октября 1917 занимал должности начальника штаба 7-й армии, генерал-квартирмейстера при Верховном Главнокомандующем (в течение 4 месяцев); столоначальника ГУГШ (в течение 2 месяцев); начальник штаба Московского военного округа (с 29.05.1918 года, в течение 9 месяцев).

### Служба в Советской России
Добровольно вступил в РККА. Служил сотрудником Военно-исторической комиссии; младшим инспектором Высшей Военной Инспекции; состоял в комиссии по переработке уставов (с 15 августа 1919). Занимал должность начальника Военно-редакционного отделения Военно-научного отдела Военной Академии РККА.
Включён в списки Генштаба РККА от 15.07.1919 и 07.08.1920.
На 1 марта 1923 года — преподаватель истории войны 1914—1918 годов на западном фронте Военной академии РККА.
Дата смерти неизвестна.

## Награды
- Орден Святого Станислава 3-й степени (1901);
- Орден Святой Анны 3-й степени (1904);
- Орден Святого Станислава 2-й степени (1906);
- Орден Святой Анны 2-й степени (06.12.1910);
- Орден Святого Владимира 4-й степени (07.12.1913);
- Георгиевское оружие (23.04.1915);
- Орден Святого Георгия 4-й степени (18.07.1915);
- Орден Святой Анны 1-й степени (18.03.1916);
- Орден Святого Владимира 2-й степени с мечами (06.12.1916).